# كيث دبليو. بايبر
كيث دبليو. بايبر (بالإنجليزية: Keith W. Piper)‏ هو لاعب كرة قدم أمريكية أمريكي، ولد في 10 أكتوبر 1921 في نايلز في الولايات المتحدة، وتوفي في 9 ديسمبر 1997.